# Telchinia hecqui
Telchinia hecqui is een vlinder uit de familie van de Nymphalidae. De wetenschappelijke naam van de soort is voor het eerst voorgesteld door Lucien Adolphe Berger in een publicatie uit 1981.
De soort komt voor in Congo-Kinshasa (Zuid-Kivu).